# 독일 영화상

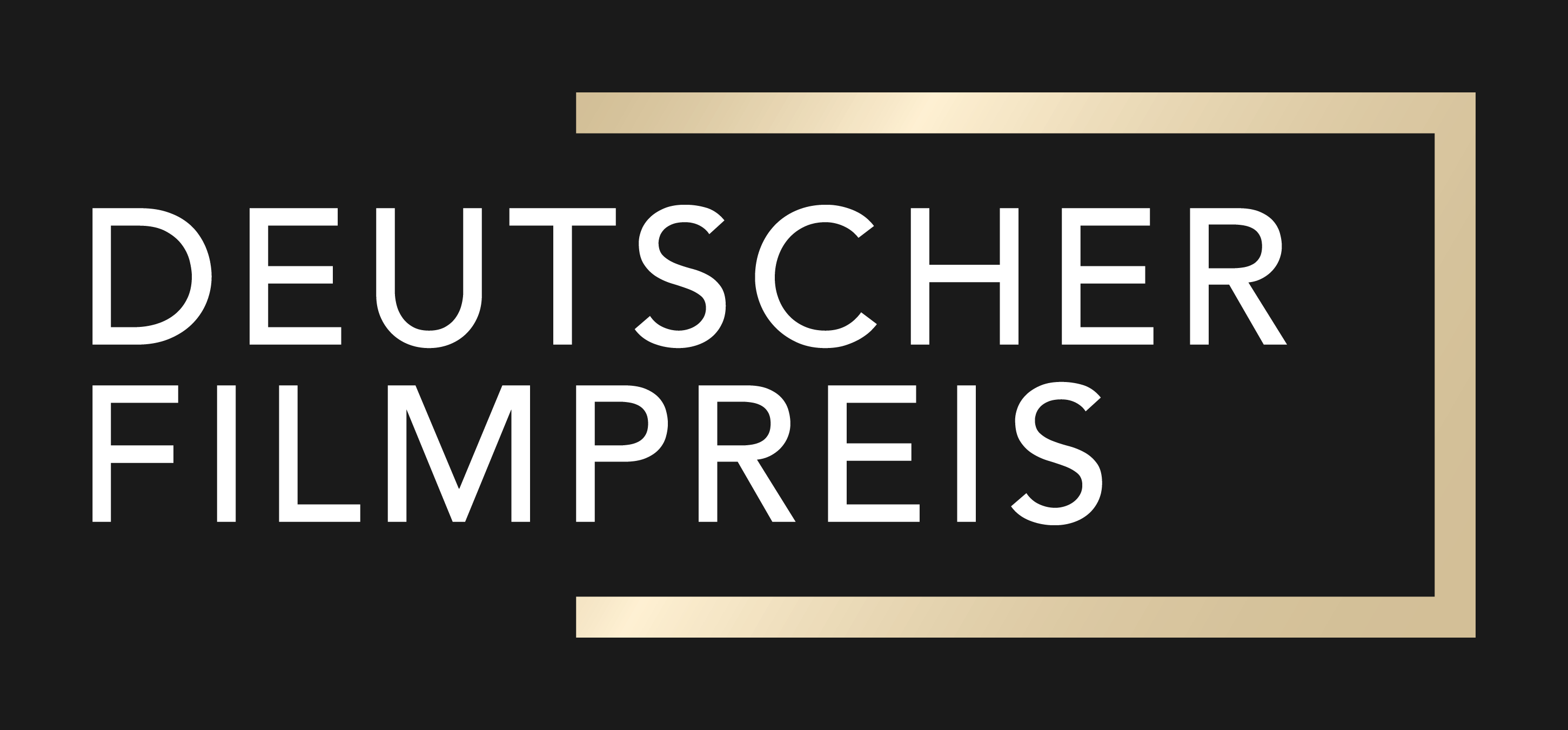
독일 영화상

독일 영화상(Deutscher Filmpreis)는 독일에서 가장 권위있는 영화상이다. 독일에서는 일상적으로 연방 영화상(Bundesfilmpreis) 또는 롤라(Lola)라고도 한다. 상금이 300만 유로에 달하여 독일에서 가장 상금이 높은 문화계 상이다.

## 시상 분야
| 카테고리                      | 첫 시상 |
| ----------------------------- | ------- |
| 최고의 영화                   | 1951    |
| 최고의 다큐멘터리 영화        | 2000    |
| 최고의 아동/청소년 영화       | 2000    |
| 최고의 감독                   | 1951    |
| 최고의 시나리오               | 1951    |
| 최고의 여자주연               | 1954    |
| 최고의 남자주연               | 1954    |
| 최고의 여자조연               | 1954    |
| 최고의 남자조연               | 1954    |
| 최고의 촬영                   | 1954    |
| 최고의 편집                   | 1972    |
| 최고의 의상                   | 2005    |
| 최고의 분장                   | 2010    |
| 최고의 배경                   | 1957    |
| 최고의 음향                   | 1982    |
| 최고의 영화음악               | 1954    |
| 독일영화에 탁월한 기여 특별상 | 1962    |

## 트로피
여성의 신체처럼 생긴 독일 영화상 트로피는 '롤라'(Lola)라는 애칭을 얻었다. 롤라는 독일 영화에 유난히 자주 등장하는 여자 이름이다.

## 같이 보기
- 베를린 국제 영화제
- 독일 영화